# 카와바타 카나코
카와바타 카나코(일본어: 川端 かなこ, 1990년 1월 21일 ~ )는 일본의 모델, 디스크 자키이다.